# Zaghabíes
Los zaghabíes (en árabe, الزغب al-Zaghab) es una antigua tribu árabe que vive en el pueblo de Jammain un suburbio de la ciudad de Nablus en Cisjordania. Pertenecieron a la gran tribu de Al Zeitawi. Al Zetawi es otra antigua tribu árabe que llegó a la zona procedente de la La Meca. Se cree que los miembros de la tribu Zeitawi son descendientes de Mahoma.
Al Zaghab significa plumón (de ave). Por esto un poeta árabe que fue hecho prisionero por Omar el 2.º califa escribió pidiendo clemencia:

Matha aquool leafrakhen bethee marakhen/ Zoghbo elhawasele la maaun wla shajaru
Lo que puedo deciros mis pequeños pollos cuyos estómagos aún están cubiertos por plumón, y quienes no tienen agua para beber, ni árboles para protegerse del sol.

La tribu más extensa de esta familia se llama Al Zeitawi. Si historia es la siguiente: hace mucho tiempo un hombre santo estaba cruzando por Jammain con su familia en su ruta desde Zeita, al oeste de Jammain, se dirigía a los altares santos del Islam en La Meca y Medina en Arabia Saudí El señor feudal en Jammain se dio cuenta de que este hombre tenía una hermosa hija. El señor pidió la mano de la joven y le fue entregada. Su dote fue una gran porción de terreno en el norte del pueblo entregada por el señor feudal. Esto convenció al padre de permanecer en Jammain en lugar de continuar su viaje hacia el este.
Por lo tanto Zeitawi es una referencia al pueblo de Zeita.
Lo que no es discutible es que la nueva generación de Zetawis fueron importantes en el pueblo y sus alrededores por ser estudiosos y alcanzar mayor educación. Fueron los primeros doctores de la zona, entre otros títulos en literatura, negocios y medicina. También fueron importantes hombres de negocios que emigraron hacia el Golfo Pérsico (Kuwait), Arabia Saudí, y los Emiratos Árabes Unidos, y hacia América.